# Breviceps mossambicus
Breviceps mossambicus är en groddjursart som beskrevs av Peters 1854. Breviceps mossambicus ingår i släktet Breviceps och familjen Brevicipitidae. IUCN kategoriserar arten globalt som livskraftig. Inga underarter finns listade.